# 工藤嘉七
工藤 嘉七（くどう かしち、前名・嘉治、1913年（大正2年）6月 - 没年不明）は、日本の地主、家主、商人（海陸物産商、米穀商）、工藤合資代表社員。族籍は北海道平民。

## 人物
北海道・工藤嘉七の六男。亀井喜一郎の甥。家督を相続し前名・嘉治を改め襲名した。海陸物産商、米穀商を営み、地主として知られた。北海道在籍。住所は北海道函館市元町。

## 家族・親族
工藤家
- 祖母・タミ（1846年 - ?、青森、苅田定吉の二女）[4]
- 父・嘉七[2][4]
- 母・イト（1871年 - ?、北海道、三浦幸吉の長女）[4]
- 姉
  - ヨシ[5][6]
  - ヒデ（北海道、藤浪源六の長男・源太郎の妻）[2][4]
  - キヨ（北海道、工藤嘉一郎の妻）[5][6]
  - アキ（滋賀、中川吉次郎の妻）[5][6]
  - アサ（新潟、遠藤長次郎の妻）[5][6]

親戚
- 亀井勝一郎（評論家）
- 亀井喜一郎（函館貯蓄銀行支配人）
- 工藤嘉一郎（運送業）[3]